# 山形交通尾花沢線
尾花沢線（おばなざわせん）は、かつて山形県北村山郡大石田町の奥羽本線大石田駅から分岐して、尾花沢市の尾花沢駅までを結んでいた山形交通の鉄道路線。地元では「花列車」として親しまれていた。1970年（昭和45年）に廃線となった。

## 路線データ
- 路線距離：大石田駅 - 尾花沢駅間 2.6 km
- 軌間：1067 mm
- 駅数：2
- 電化区間：なし
- 複線区間：なし

## 歴史
尾花沢鉄道は 徳良湖の灌漑用水を用いて増産が図られた米の輸送を目的に設立され後には沿線にあった亜炭鉱山からの亜炭輸送も担うようになる。
- 1924年（大正13年）11月18日 - 尾花沢鉄道株式会社に対し鉄道免許状下付（北村山郡大石田町-同郡尾花沢町間）[2]
- 1925年（大正14年）8月25日 - 尾花沢鉄道株式会社設立[3]
- 1926年（大正15年）8月16日 - 大石田駅 - 尾花沢駅間開通[4]
- 1943年（昭和18年）10月1日 - 三山電気鉄道、高畠鉄道と合併して山形交通の運営となる。
- 1969年（昭和44年）12月17日 - 列車を運休し、バス代行運転を実施（翌年3月31日まで）。
- 1970年（昭和45年）
  - 9月10日 - 廃止。当初の廃止予定日は9月1日であったが、国鉄との連絡業務引継ぎ等に手間取ったため廃止日が延長された[5]。
  - 9月14日 - 閉業式を実施。記念列車を運転する。

## 運行概要
1970年8月当時
- 運行本数：15往復／日（5時台から20時台まで毎時1-2本）
- 所要時間：8分

## 輸送・収支実績
| 年度 | 輸送人員（人） | 貨物量（トン） | 営業収入（円） | 営業費（円） | 営業益金（円） | その他益金（円） | その他損金（円）             | 支払利子（円） | 政府補助金（円） |
| ---- | -------------- | -------------- | -------------- | ------------ | -------------- | ---------------- | ---------------------------- | -------------- | ---------------- |
| 1927 | 151,949        | 14,340         | 27,511         | 24,589       | 2,922          |                  |                              | 22             |                  |
| 1928 | 155,004        | 13,802         | 26,585         | 26,033       | 552            |                  | 雑損116                      |                |                  |
| 1929 | 153,481        | 13,641         | 26,001         | 26,774       | ▲ 773          |                  | 雑損580                      | 40             | 10,190           |
| 1930 | 147,075        | 11,638         | 23,080         | 21,740       | 1,340          | 自動車業251      | 雑損償却金4,703              | 190            | 10,259           |
| 1931 | 127,206        | 10,357         | 20,808         | 21,686       | ▲ 878          |                  | 自動車業6,193雑損2,532       | 477            | 10,304           |
| 1932 | 117,464        | 12,095         | 20,706         | 18,545       | 2,161          |                  | 自動車業7,212雑損1,997       | 74             | 8,584            |
| 1933 | 136,982        | 13,754         | 24,214         | 19,827       | 4,387          |                  | 自動車業7,546                |                | 10,371           |
| 1934 | 138,334        | 15,731         | 25,300         | 23,584       | 1,716          |                  | 償却金87自動車業4,149        |                | 10,415           |
| 1935 | 139,878        | 12,180         | 22,629         | 22,688       | ▲ 59           |                  | 自動車業698雑損償却金4,523   |                | 10,361           |
| 1936 | 162,721        | 15,290         | 26,686         | 22,264       | 4,422          |                  | 自動車業1,986雑損償却金6,484 |                | 6,942            |
| 1937 | 101,471        | 8,479          | 16,076         | 10,898       | 5,178          |                  | 雑損2自動車業2,406           |                |                  |
| 1939 | 218,244        | 19,026         |                |              |                |                  |                              |                |                  |
| 1941 | 279,202        | 23,431         |                |              |                |                  |                              |                |                  |
| 1943 | 502,490        | 30,628         |                |              |                |                  |                              |                |                  |
| 1945 | 530,399        | 24,589         |                |              |                |                  |                              |                |                  |
| 1952 | 688,519        | 20,567         |                |              |                |                  |                              |                |                  |
| 1958 | 756千          | 19,256         |                |              |                |                  |                              |                |                  |
| 1963 | 705千          | 23,787         |                |              |                |                  |                              |                |                  |
| 1966 | 720千          | 16,690         |                |              |                |                  |                              |                |                  |
| 1970 | 297千          | 9,989          |                |              |                |                  |                              |                |                  |

- 鉄道統計資料、鉄道統計、国有鉄道陸運統計、地方鉄道軌道統計年報、私鉄統計年報各年度版

## 車両
廃線時に在籍していたものには、「*」を付す。貨車については1962年の資料（川上 1962）にもとづく。気動車はガソリンカー・ディーゼルカーとも最後まで入線しなかった。

### 蒸気機関車
1（初代）, 2
開業時に鉄道省から譲り受けた車軸配置0-6-0(C)のタンク機関車。旧・鉄道省1045形で、元は1913年（大正2年）米ポーター製の長州鉄道1, 2。1は1938年（昭和13年）、2は1951年（昭和26年）6月廃車。
1（2代目）
1938年1月に信濃鉄道の8を譲り受けた車軸配置0-6-0(C)のタンク機関車。1920年（大正9年）日本車輌製造製の製造番号20で、白棚鉄道3から国有となった1225や飯山鉄道1 - 3は同形機である。1959年（昭和34年）11月廃車。
237
1946年（昭和21年）6月から1947年（昭和22年）11月の間、八幡製鉄所から借り入れたもの。元は、1896年英ダブス製の鉄道省1210である。
1020
1949年（昭和24年）4月、国有鉄道から譲り受けたもので、元は1908年（明治41年）独ハノマーグ製の車軸配置4-4-0テンダ機関車を4-4-2タンク機関車に改造したものである。1955年（昭和30年）2月廃車。

### ディーゼル機関車
DB151*・DB152*
協三工業製の15t級B形ディーゼル機関車。DB151は1952年7月、DB152は同年9月製であるが、DB152は東北電力只見川発電所の工事用を経て1954年11月に入線した。全長は6m弱で、被牽引車両よりも小さかった。エンジンは東日本重工業製DF2L (140 PS) で、動力伝達方式はロッド式であった。
廃線後DB151は日通山形支店（漆山駅の構内入れ換え）で使用された後、西武鉄道所沢車両工場の入れ換え車になった。DB152は富士運輸倉庫で使用された後、尾花沢市内に保存されていたが1999年に老朽化のため解体され、現在は大石田駅に動輪とナンバープレート、社紋のみ残されている。

### 客車
ハフ1 - 4（初代）
1926年8月に佐久鉄道から購入した開放式出入台をもつ二軸客車。旧番号はハ4 - 7。1917年（大正6年）、名古屋電車製作所製。廃車は、ハフ1・ハフ2は不明だが1953年ごろ、ハフ3・ハフ4は1958年（昭和33年）7月である。なお、ハフ1・ハフ2は、1967年ごろに西武鉄道に譲渡されて、保管された後、ハフ1は電気機関車E12・蒸気機関車5号機と共に、旧・保谷車両管理所に保存されていたが後に解体され、現存しない。ハフ2については同じく、旧・保谷車両管理所に足回りのみ、E12・5号機・ハフ1とともに保存されていたが、後にこちらも解体され、現存しない。また、大井川鉄道（現・大井川鐵道）に譲渡後、大代川側線で放置されていた車両もあるがハフ2の可能性があり（高畠線にも同じ車番の車両がいたことから、こちらの可能性もある）、保谷に保存されていた足回りはハフ3かハフ4の可能性がある。大代川側線で放置されていたハフ2は1996年時点でほとんど自壊しており復元不可能の状態だった。現在も保存されているか不明である。
ハフ1（2代目）
1934年、加藤車輌製のガソリン動車で、有田鉄道キハ二201を譲り受けたもの。1953年の入線時はハフ5であったが、初代ハフ1の廃車にともない、2代目ハフ1と改番された。1966年（昭和41年）に2代目ハフ4が入線すると廃車となった。
ハフ2（2代目）*
1936年、日本車輌製造東京支店製のディーゼル動車で、元神中鉄道のキハ32。東武鉄道キハ12を経て、有田鉄道キハ32を1952年譲受したもの。客車化は東武時代にされていた。入線時はハフ6であったが、初代ハフ2の廃車にともなって、2代目ハフ2となり、廃線まで在籍した。
ハフ3（2代目）*
元は1956年12月西武所沢車両工場製の西武クハ1111形1114で、1958年12月に譲受けたもの。高畠線のモハ3とは同系車。代替で初代ハフ3・ハフ4が廃車となった。廃線後は高畠線に転じたが、使用されることのないまま同線の廃線を迎えた。
ハフ4（2代目）*
元近江鉄道のクハ24 → ハユ24で、名目上は西武所沢車両工場製。1966年（昭和41年）6月譲受。高畠線のクハ1とは同系車である。代替で2代目ハフ1が廃車となった。廃線後は三山線に転じたが、使用されることのないまま同線の廃線を迎えた。

### 貨車
ワフ1*
9t積み有蓋緩急車、旧鉄道省ワ7334
ワ14
10t積み有蓋車、旧鉄道省ワ4890
ト12
10t積み無蓋車、1926年（大正15年）日本車輌製

## 駅一覧
大石田駅 - 尾花沢駅
- 尾花沢駅は現在の山交バス尾花沢待合所

## 接続路線
- 大石田駅：奥羽本線